# 579787 Formentera
579787 Formentera este o planetă minoră (asteroid) din centura de asteroizi. A fost descoperită pe 29 decembrie 2007 la  de Observatorul Astronomic din Mallorca⁠(d). 
Obiectul prezintă o orbită caracterizată de o semiaxă mare de 2,3184463400603 UAi, o excentricitate de 0,21787413723486, o înclinație de 5,0661572618194 ° în raport cu ecliptica.